# Medvedevita
La medvedevita és un mineral de la classe dels fosfats. Ha estat batejat en honor al geòleg i químic rus Robert Alexandrovitx Medvedev (1939–2005).

## Característiques
La medvedevita és un vanadat de fórmula química KMn2+₂V₂O₆Cl·2H₂O. Va ser aprovada com a espècie vàlida per l'Associació Mineralògica Internacional l'any 2022, sent publicada en el mes de maig del mateix any. Cristal·litza en el sistema monoclínic.

## Formació i jaciments
Va ser descoberta al camp de lava de Toludskoe, a la fissura provocada per les erupcions del Tolbàtxik dels anys 2012 i 2013, a la zona coneguda com a Plosky Tolbàtxik (Krai de Kamtxatka, Rússia). Aquest indret és l'únic a tot el planeta on ha estat descrita aquesta espècie mineral.